# Seychellische Fußballnationalmannschaft der Frauen
Die seychellische Frauenfußballnationalmannschaft ist eine Auswahlmannschaft der Seychelles Football Federation, die die Seychellen auf internationaler Ebene bei Frauen-Länderspielen vertritt. Die Mannschaft nahm bislang weder am Afrika-Cup noch an Weltmeisterschaften teil. Derzeitige Trainerin ist Chris Yip-Au.

## Geschichte
Ihr erstes Spiel absolvierte die Mannschaft am 5. Juli 2015. Das Freundschaftsspiel gegen Mosambik wurde mit 7:3 verloren. Bei den Indian Ocean Island Games 2015 gewann das Team in der Gruppenphase gegen die Malediven und verlor gegen Mayotte. Das Halbfinale gegen Madagaskar wurde verloren, ebenso das Spiel um Platz drei gegen Mayotte. Bei einem Drei-Nationen-Turnier im Jahr 2022 belegten die Seychellen hinter Papua-Neuguinea und Singapur den letzten Platz.

## Turniere

### Weltmeisterschaft
- 1991 bis 2027 – nicht teilgenommen

### Afrika-Cup
- 1991 bis 2026 – nicht teilgenommen

### COSAFA-Cup
- 2002 bis 2023 – nicht teilgenommen
- 2024 – Gruppenphase